# Mohammed Bouabdallah
Mohammed Bouabdallah (* 28. Dezember 1961) ist ein algerischer Tennisspieler.

## Werdegang
Bouabdallah wurde im Mai 1983 für die Begegnung der algerischen Davis-Cup-Mannschaft gegen Bulgarien nominiert. Er bestritt an der Seite von Nacir Abbes das Doppel. Es blieb sein einziger Einsatz im Davis Cup.